# 前田利益
前田慶次郎利益（まえだ けいじろうとします）は、戦国時代末期から江戸時代初期にかけての武将。
滝川一族の出身だが、尾張荒子城主・前田利久の養子となった。加賀百万石の祖・前田利家は叔父。利益以外にも利貞、利太など、さまざまな名前が伝えられているものの、現在では小説や漫画の影響で前田慶次／慶次郎（まえだ けいじ／けいじろう）の通称で知られる。また穀蔵院飄戸斎（こくぞういん ひょっとこさい）、穀蔵院忽之斎（こくぞういん ひょつとさい）、龍砕軒不便斎（りゅうさいけん ふべんさい）という人を食った道号も伝えられている。さらに『鷹筑波』、『源氏竟宴之記』によると、連歌会では「似生」という雅号を用いていた。虚実入り混じった多くの逸話により「天下御免の傾奇者」と囃される一方、高い文化的素養を備えた文人武将でもあった。

## 概略
2024年現在で流布している人物像は、隆慶一郎の小説『一夢庵風流記』、それを原作とした原哲夫の漫画『花の慶次』によって生み出されたものである。しかし、その原型となったのは『武辺咄聞書』『常山紀談』『可観小説』『翁草』など、江戸時代に盛んに読まれた武辺咄に描かれた逸話群であり、それらを通して形成された人物像が現代に甦ったものと見なすことができる。
大日本史の続編大日本野史でも「任侠伝・前田利太伝」として第275巻に伝記が書かれており、浮世絵にも描かれるなど江戸時代にはそれなりに知名度があったと考えられる。『大日本野史』には既に前田利家を水風呂に入れて駿馬松風に乗って出奔する話上杉家に仕えてから「大ふへん者」の旗指し物を指して諸将と喧嘩になる話など、現在知られているエピソードがかなり載っている。
一方、その人気に反して歴史上の人物である前田利益の事跡を裏付ける一次史料は少ない。特に前田家を出奔するまでの具体的な動向や逸話は前田家関連の史料ではほとんど確認されない。これについて池田公一は「慶次郎に関する史料は、前田家の禁忌として、早くも出奔直後には闇に葬られたといってよいのではないか。それほどまでに慶次郎の「かぶき」に彩られた破天荒な行動は、利家の怒りをかったことをうかがわせる」と述べている。しかし、そうしたことがかえって人々の自由な想像力をかきたてることとなり、江戸時代からさまざまな武辺咄で盛んに取り上げられ、今日でも小説・マンガ・ゲームなどで広く知られる結果となっている。

## 仮名と諱
仮名（通称）は、宗兵衛、慶次郎、慶二郎、啓次郎、慶次など。諱は利益の他、利貞（としさだ）、利卓（としたか）、利太（としたか）、利大（としひろ）、利興（としおき）など、いずれもさまざまに伝えられている。現在の歴史本などでは利益（「利」は前田家、「益」は滝川家の通字とされる）、または利太と表記することが多いが、本人自筆のものでは啓二郎（前田慶次道中日記）、慶次（倉賀野綱秀宛書状）、利貞（亀岡文殊奉納詩歌、本人旧蔵とされる徳利）のみ。本人自筆の物以外で当時の史料に認められるのは、慶二（前田利家からの書状）、利卓（野崎知通の遺書）。利益、利太、利大、利興の表記に関しては二次史料以降のものに記述が見られる。

## 生没年
『加賀藩史料』では「慶長十年十一月九日前田慶次利太、没す。時に年七十三」とされている。出典として、考拠摘録・桑華字苑・雑記・重輯雑談・三壷記・可観小説・無苦庵記・加賀藩暦譜・前田氏系譜が列挙されており、没年に関する記載は「考拠摘録」に含まれる。なお、生年についてはいずれにも記載はない。
一方、19世紀初頭に成立した米沢の郷土史料『米沢里人談』では「慶長十八年六月四日病死」、『米沢古誌類纂』では「慶長十七年六月四日堂森に死す」とされている。また生年については『米沢史談』では「天文十年（一五四一年）の頃尾州海東郡荒子に生れた」とされている。

## 生涯
養父の前田利久は、前田利春の長男で、尾張国荒子城主（愛知県名古屋市中川区）であった。実父は織田信長の重臣滝川一益の一族であるが、比定される人物は諸説あり未確定である。一説に一益の従兄弟、あるいは甥である滝川益氏、滝川益重、一益の兄である高安範勝、また利益が一益の弟との説も存在する。子のなかった利久が妻の実家である滝川氏から弟の安勝の娘の婿として利益を引き取り養子にしたとも、実母が利久に再嫁したともいう。
永禄12年（1569年）に信長より、「利久に子が無く、病弱のため『武者道御無沙汰』の状態にあったから」（『村井重頼覚書』）との名目によって利久は隠居させられ、その弟・利家が尾張荒子2千貫の地（約4千石）を継いだ。このため利益は養父に従って荒子城から退去したとされる。熱田神宮には天正9年（1581年）6月に荒子の住人前田慶二郎が奉納したと伝わる「末□」と銘のある太刀が残る。また、『乙酉集録』内の「尾州荒子御屋敷構之図」には荒子城の東南に東西20間、南北18間の「慶次殿屋敷」が記されている。天正9年（1581年）ごろ、信長の元で累進し能登国一国を領する大名となった利家を頼り仕える事になる。利家から利久・利益親子には7千石が与えられた（そのうち利久2千石、利益5千石）。
天正10年6月2日（1582年6月21日）、本能寺の変が起きる。真田家の史料『加沢記』では、この時に利益は滝川勢の先手となっている。天正12年（1584年）の小牧・長久手の戦いでは佐々成政に攻められた末森城の救援に向かう。また翌年5月には佐々方から寝返った菊池武勝が城主を務める阿尾城に入城し、同城奪還に向かった神保氏張らの軍勢と交戦した（『末森記』）。この時の利益の身分について城主（ないしは城代）だったとする見方もあるものの、実際に城にとどまったのは5〜7月ごろまでの3か月ほどだと考えられている。天正15年（1587年）8月14日、義父利久が没したことにより利益の嫡男前田正虎が利家に仕え、利久の封地そのまま2千石を給された。天正18年（1590年）3月、豊臣秀吉の小田原征伐が始まると利家が北陸道の惣職を命ぜられて出征することになったので利益もこれに従い、次いで利家が陸奥地方の検田使を仰付かった事により利益もまたこれに随行した。
しかし天正18年（1590年）以降、前田家を出奔する。その理由については、利家との不仲(ただし同時代には利家と不仲とする史料はなく、利益に付き従った野崎知通は利家の嫡男前田利長と不仲であったとしている)、利久の死を契機に前田家と縁がなくなったためなどとされているものの確たるものではない。なお利益の嫡子である正虎をはじめ妻子一同は随行しなかった。その後は京都で浪人生活を送りながら、里村紹巴・昌叱父子や九条稙通・古田織部ら多数の文人と交流したという。ただ、歌人「似生」は天正10年（1582年）にはすでに京都での連歌会に出席した記録が『連歌総目録』にあり、出奔以前から京都で文化活動を行っていたようである。天正16年（1588年）には上杉家家臣木戸元斎宅で開かれた連歌会に出席しているほか、連歌会でたびたび顔を合わせている細川幽斎の連歌集『玄旨公御連哥』には年未詳ながら「五月六日、前田慶次興行於和泉式部（誠心寺）」とあり、利益主催の連歌会に幽斎が出席したことが記録されている。
後に上杉景勝が越後から会津120万石に移封された慶長3年（1598年）から関ヶ原の戦いが起こった慶長5年1600年までの間に上杉家に仕官し、新規召し抱え浪人の集団である組外衆筆頭として1000石を受けた。なお、慶長9年8月の直江兼続書状には「北国（北陸）へ迎えの使者を送り、春日元忠のもとへ間もなく到着することは喜ばしい。屋敷を建てるのはよろしいようにするといい。ただし、無理な造作はいらない」とあり、これが利益召し抱えに関する書状であるとの見方もある。関ヶ原の役に際しては、長谷堂城の戦いに出陣し、功を立てたとされる。西軍敗退により上杉氏が30万石に減封され米沢に移されると、これに従って米沢藩に仕えた。米沢では兼続とともに『史記』に注釈を入れたり、和歌や連歌を詠むなど自適の生活を送ったと伝わる（上杉家が所有していた『史記』は現在国宝に指定されているが、こちらに注釈を入れていたかについては不明である）。

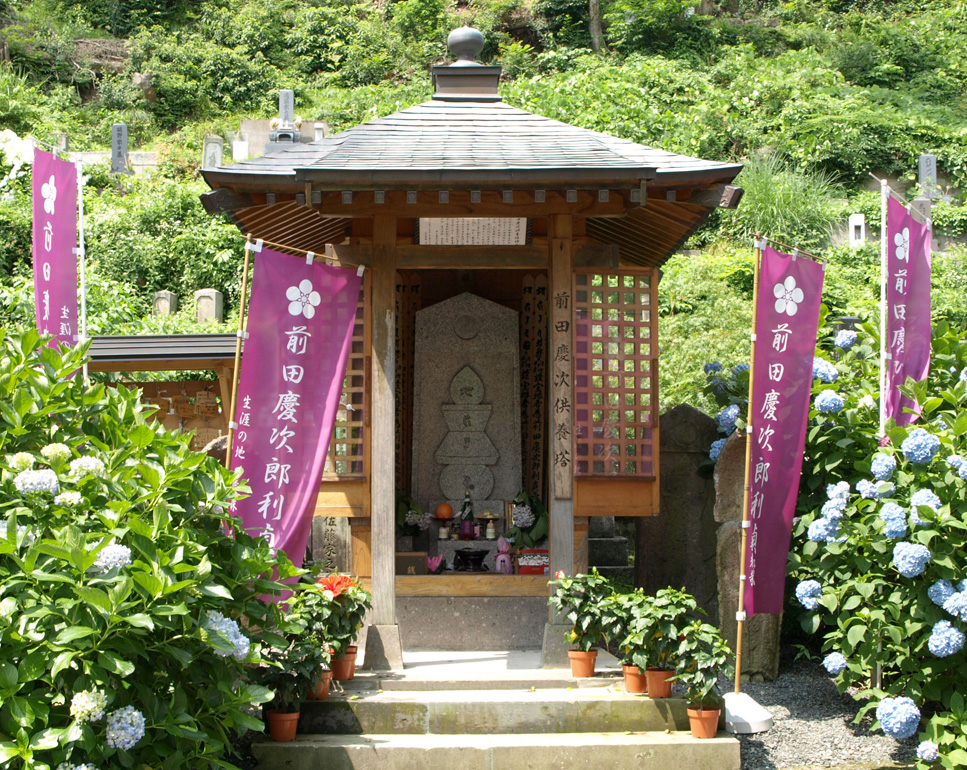
米沢市堂森善光寺の供養塔

晩年をめぐっては、史料によって記すところがまちまちとなっている。最も具体的なのは野崎知通の遺書で、上杉と心を共にし、種々の業を尽くしたものの、年を経て痞（つかえ）の病を発症し、保養のためと称して大和国へ引っ越した。ところが、上京して「犯惑」に及ぶこと度々で、遂には前田利長の命によって大和国刈布に蟄居させられた。その後は仏門に入り、自らを「龍砕軒不便斎」と呼び、慶長10年（1605年）11月9日にその地で生涯を終え、同地の安楽寺に一廟を築き、「龍砕軒不便斎一夢庵主」と刻んだ方四尺余高さ五尺の石碑がたてられたという（現在は残っていない）。また「前田慶次殿伝」では刈布に「カリメ」とルビがふってあり、今福匡は「カリフ」と読むのではないかと推測、安楽寺のある宇陀市菟田野古市場の北方、大沢地区や見田地区にある「カリウ」が故地ではないかとした。一方、『加賀藩史料』所引の「加賀藩歴譜」「前田氏系譜」では上杉の領地である会津で亡くなったとしている。また同じ上杉の領地でも米沢で亡くなったとしているのが『可観小説』で、記事の最後で「米沢にて病死しけるとなむ」。この米沢説で足並みを揃えるのが米沢の郷土史料類で、『米沢古誌類纂』では米沢近郊の堂森に隠棲し、慶長17年（1612年）6月4日、堂森の肝煎太郎兵衛宅で亡くなったとしている。また利益の亡骸は北寺町の一花院に葬られたとするものの、一花院は現在廃寺となっており、当時の痕跡は残っていない。堂森善光寺に供養塔が残るが、これは昭和55年（1980年）に建てられたもの。ただし、『米沢古誌類纂』には「牌は善光寺にあり」とも記されており、近年では善光寺で供養祭も営まれている。

## 人物・逸話

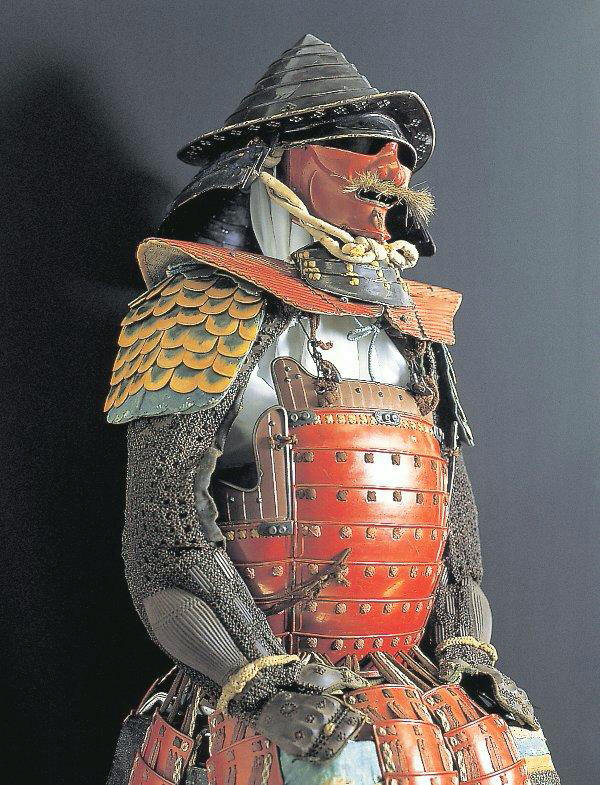
伝前田利益所用　朱漆塗紫糸素懸威五枚胴具足南蛮笠式（米沢市宮坂考古館所蔵）

### 人物
- 漫画『花の慶次』で「身の丈六尺五寸（197cm）の大柄の武士」として描かれて以来、体格の良い大男として描かれることの多い利益であるが、実際には身長に関する記述は存在せず、利益所有のものと伝わる現存の甲冑も、他の武将の甲冑と比べて大きさは変わらない。
- 関ヶ原の戦いの翌年、慶長6年（1601年）に京都の伏見から米沢へ下向した時の事跡を自ら日記に記している（前田慶次道中日記[8]）が、和歌や漢詩、伝説に対する個人的な見解がちりばめられるなど、高い教養をうかがわせる。道中日記の記述から、少なくとも3人の朝鮮人を召使いとして従えていたことが分かる。その親が病にかかってしまったため、菩提山城の城主（竹中重門か）に書状を送って預け、子2人と旅を続けた。この時利益は「今日まではおなじ岐路を駒に敷き立ち別れけるぞ名残惜しかる」と詠み、別れを悲しんだ。なお、父親が預けられたとされる菩提山城（垂井町）にほど近い養老町には利益に関する伝説が残り、「前田の碑」が建っている。
- 利益に付き従った野崎知通は「利貞公（利益）は心たくましく猛将たり」と利益を評している。また「謂あって浪人となりたまへり、故に一つの望みあり、然れも末行し次第にとろうの理によりて秀日なし」とも語っている、その望みがどのようなものであったかは不明である（前田慶次殿伝）。
- 直江兼続との親交が有名だが、上杉家家臣の安田能元とも親しく、2人での連歌が今に残る。利益の署名は「利貞」である。
- 『藩翰譜』によると新井白石は「世にかくれなき勇士なり」と利益を賞賛している。
- 山形県米沢市の宮坂考古館に甲冑等の遺品が展示されている。また、2009年4月、山形県川西町の掬粋巧芸館で、もう一つの甲冑の40年ぶり2回目の特別公開があった。こちらは基本的に非公開だが、それだけに保存状態は極めて良い。ほかに泉鏡花旧蔵と伝える個人所蔵甲冑もある。これらを指すのかは不明だが、上杉家に伝わった甲冑をまとめた『御具足台帳』には利益の甲冑3領が記載されている。なお台帳に記載されている歴代当主所用以外の甲冑は直江兼続所用の2領（いわゆる「愛」の兜を含む）、上杉憲政所用1領と利益所用の3領のみである。
- 山形県川西町の掬粋巧芸館の甲冑は総皆朱塗であることから、皆朱の槍と同様、通常の武者は着用できないと指摘されている[16]。

### 逸話
- 慶次郎（利益）には常日頃、世を軽んじ、他人を小馬鹿にする悪い癖があり、それを叔父の利家から度々教訓されていた。慶次郎はこれを喜ばず、ある時利家に「これまでは心配かけてしまい、申し訳ござりませぬ。これよりは心を入れ替え真面目に生きる所存にござります。そこで、茶を一献もてなしたく、自宅に来て頂きたく存じます」と申し入れた。利家は慶次郎が改心したと喜び、家を訪ねると慶次郎は「今日は寒うござりましょう。茶の前にひとっ風呂いかがかな？」と利家に勧めた。利家は「それは何よりの馳走であるな」と承諾し慶次郎と風呂場へ向かった。利家が衣を脱いでいると、先に慶次郎が「丁度良い湯加減ですぞ」と言いその場を去った。利家がそれを聞き湯船に入ると氷のような冷水であった。これには温厚な利家も怒り「馬鹿者に欺かれたわ！引き連れて来い！」と供侍へ怒鳴ったが、慶次郎は愛馬松風で無事に国を去った（利家の愛馬「谷風」を乗り逃げしたとも言われる）。利益の逸話の類で最も有名なのが、この水風呂の逸話であるが、初出は江戸時代後期の随筆集『翁草』であり信憑性は低い。また『翁草』では「利家が浴室にむかうと」との記述であったが、後年『常山紀談』などで「湯船に入ると」に脚色されている。『大日本野史』前田利太伝でも「湯船に入ると、すなわち冷水であった」と記されている。
- 『大日本野史』前田利太伝では、上杉家に仕えた時に「大ふへん者」の旗指し物を指しており、他の武士と口論になったとしている。武士たちは「わが武功赫々たる上杉家に仕えて日の浅い貴殿が、何故、大ぶへん者（大武辺者）などというふざけた旗を指しているのか」となじったが、慶次郎は「貴殿は田舎の方ですかな？かなの清・濁をご存じないと見える。拙者は浪人して貧乏である故、大ふべん者（大不便者）と書いた旗を指しておる次第で」と笑って言ったとしている。
- 上杉景勝に仕えた際、初目見えに泥の付いた3本の大根を持参し、「拙者、この大根のように見た目はむさ苦しいが、噛めば噛むほど滋味の出る男でござる」と言った（『常山紀談』『米澤人國記』）。
- 慶次郎（利益）が京都にいた時分、豊臣秀吉が伏見城（あるいは大坂城）に名だたる大名を招き、一夕盛宴が開かれた。元来無遠慮な慶次郎はどこをどう紛れ込んだか、この席の一員として連なっていた。宴まさにたけなわ、慶次郎は末座の方から猿面をつけ手拭いで頬被りをし、扇を振りながら身振り手振り面白おかしく踊りながら一座の前へ踊り出て並んでいる大名たちの膝の上に次々と腰掛け、主人の顔色をうかがった。もとより、猿真似の猿舞の座興であるため、誰一人として咎める者もなく、怒り出す者もいなかった。ところが上杉景勝の前へ来ると、ひょいと景勝を避け、次の人の膝の上へと乗っていった。後に慶次郎が語るには「天下広しといえども、真に我が主と頼むは会津の上杉景勝殿をおいて外にあるまい」景勝の前へ出ると威風凛然として侵すべからずものがあったので、どうしてもその膝に乗ることができなかった、との事だった（『米沢古誌類纂』『米沢史談』）。
- 会津に移ったある日、酒宴で傲慢な林泉寺の和尚を殴りつけてやりたい、と愚痴を洩らす者がいた。これを聞いた慶次郎（利益）は、早速、林泉寺を訪ね、碁盤を見つけると和尚に一局勝負を申し入れた。慶次郎は、勝った方が負けた相手の頭を軽く叩く事を提案。一局目に和尚が勝つと、和尚は初め叩く事を拒むが、頑として聞かない慶次郎に折れ、一指弾（デコピン）で慶次郎の頭をそっと叩いた。二局目は慶次郎が勝つが、和尚を殴ることに躊躇いを見せる。和尚は気になさらずにと言うと、それでは、と鉄拳を固めて和尚の眉間に向かって思い切り殴りつけた。鼻血を出して倒れる和尚を後目に、慶次郎は寺を離れた（『可観小説』『米沢史談』）。
- 江戸時代の稗史小説『石山軍記』には、石山本願寺攻めの際に、信長の大旗を奪い返すとある。
- 孫娘（戸田方勝の娘・幾佐）は今井局と名乗って春香院、清泰院に仕えた加賀藩の名物女中。清泰院が産んだ前田綱紀の養育にも当たったため、晩年は綱紀によって城近くに屋敷を与えられ、さらに養子を取るように命じられた。これが戸田靱負と言って七百石を賜った。今井死後は茶湯料として五十石が与えられ、末永く祀らせた。有名な前田利家のそろばんは芳春院から春香院へ譲られ、今井が預かっていたが、春香院が没すると、前田家の手に戻ったという（『松雲公御夜話』『金澤古蹟志』）。

## 日記・和歌など
利益は文化的素養の高さをうかがわせるさまざまな詩文を残している。以下、その主なものを挙げる。
前田慶次道中日記
米沢市指定文化財、市立米沢図書館所蔵。
慶長6年（1601年）10月15日に京都を発ってから同年11月19日に米沢へ着くまでを記した道中日記で、文中には本人が詠んだ俳句・和歌なども挿入しつつ、道中の風俗を詳しく書き残している。本文中に成立年や著者を裏付ける記載はないものの、筐書により本人の真筆とされている。また来歴について中村忠雄は「前田慶次道中日記」（『置賜文化』第32号）で「本書は、昭和の初めに骨董商永森氏らの手を経、当時東大文学部古文書課勤務、米沢出身の志賀慎太郎氏の手に入り、昭和九年（一九三四）に米沢郷土館の所蔵となった」としている。
この日記は当時の風俗をうかがう史料として、また利益の文化的素養の高さを示す史料として評価されており、米沢図書館より関連資料・活字を併録した影印本が出版されている。なお三一書房版『日本庶民生活史料集成』第8巻にも翻刻文が収載されている。
和歌
亀岡文殊奉納歌百首の内の五首

樵路躑躅

山紫に岩根のつつじかりこめて花をきこりの負い帰る道

夏月

夏の夜の明やすき月は明のこり巻をままなるこまの戸の内

閨上霰

ねやの戸はあとも枕も風ふれてあられよこぎり夜や更ぬらん

暮鷹狩

山陰のくるる片野の鷹人はかへさもさらに袖のしら雪

船過山

吹く風に入江の小舟漕きえてかねの音のみ夕波の上

その他

越前細路木にて

野伏する鎧の袖も楯の端も皆白妙の今朝の初霜

越中の陣、魚津の城にて、初雁を聞きて

武士（もののふ）の鎧の袖を片敷きて枕にちかき初雁の聲

これ以外にも安田能元と詠んだ長連歌が残されているし、『前田慶次道中日記』にも多くの俳句・和歌が挿入されている。なお、「亀岡文殊奉納歌百首」は慶長7年（1602年）2月27日、直江兼続の主催で同好の士27名が松高山大聖寺（通称「亀岡文殊」）で詠んだ和歌。他にも漢詩33編が奉納されている。
無苦庵頌
一般に「無苦庵記」と呼ばれているもので、堂森隠棲中に自らが描いた画に付した賛（いわゆる「自画賛」）とされる。『米沢古誌類纂』では「無苦庵頌」として紹介されている。

抑も此無苦庵は孝を勤むへき親も無れは憐むへき子もなし心は墨に染ねとも髪結ふか六かしさに頭を削り手の小遣不奉公もせす足の駕籠舁き小揚者雇はす七年の病なけれは三年の蓬も用ゐす雲無心にして岫を出つるも亦笑し詩歌に心無れは月花も苦にならす寝たき時は昼もいね起たき時は夜も起る九品蓮臺に至らんと思ふ欲心無けれは八万地獄に落へき罪もなし生るまて生きたならは死するても有ふかと思ふ

## 主題とする作品
小説
- 海音寺潮五郎『戦国風流武士』文松堂、1942年。
- 海音寺潮五郎『戦国風流武士』光風社、1959年。
  - 海音寺潮五郎『戦国風流武士』光風社、1963年。
- 海音寺潮五郎『戦国風流武士』富士見書房〈時代小説文庫 208〉、1990年。
- 大佛次郎『丹前屏風』啓明社、1951年。
- 大仏次郎『大仏次郎時代小説選集 第1巻 (人美しき・丹前屏風)』同光社磯部書房、1952年。
- 南條範夫『傍若無人剣』浪速書房、1958年。
- 南條範夫『傍若無人剣』春陽堂文庫出版〈春陽文庫〉、1960年。
- 南條範夫『傍若無人剣』河出書房新社〈河出文庫〉、1986年。
- 南條範夫『傍若無人剣』双葉社〈双葉文庫〉、1991年。
- 山田風太郎『叛旗兵』サンケイ新聞社出版局〈サンケイノベルス〉、1976年。
- 山田風太郎『叛旗兵』角川書店〈角川文庫〉、1984年。
- 山田風太郎『叛旗兵』廣済堂出版〈廣済堂文庫. 特選時代小説. 山田風太郎傑作大全 7〉、1996年。
- 山田風太郎『叛旗兵 : 妖説直江兼続 上』徳間書店〈徳間文庫 や-4-13〉、2009年。
- 村上元三『戦国風流』PHP研究所、1978年。
  - 村上元三『戦国風流 乱世の異端児・前田慶次郎の生涯』PHP研究所〈PHP文庫〉、1988年。
- 隆慶一郎『一夢庵風流記』読売新聞社、1989年。
  - 隆慶一郎『一夢庵風流記』（修正版）読売新聞社、1992年。
- 隆慶一郎『一夢庵風流記』（新潮文庫）新潮社、1991年。
- 隆慶一郎『一夢庵風流記』（集英社文庫）集英社、1992年。
- 近衛龍春『天下無双の傾奇者 前田慶次郎』（PHP文庫）PHP研究所、2007年。

映画
- 『あばれ大名』（1959年、東映映画、演：市川右太衛門）[18]

TVドラマ
- 『利家とまつ〜加賀百万石物語〜』（2002年、大河ドラマ、演：及川光博）
- 『かぶき者 慶次』（2015年、NHK木曜時代劇、演：藤竜也）

漫画
- 『花の慶次 -雲のかなたに-』（1990年、原作：隆慶一郎「一夢庵風流記」、作画：原哲夫）
  - 『義風堂々!!直江兼続 -前田慶次月語り-』シリーズ（2008年、作画：武村勇治、出口真人）
  - 『前田慶次 かぶき旅』（2019年、作画：出口真人）

アニメ
- 『義風堂々!! 兼続と慶次』（2013年、原作「義風堂々!! 直江兼続 -前田慶次 酒語り-」）

舞台
- 『風流夢大名 -花の慶次郎-』（1995年、原作：隆慶一郎「一夢庵風流記」、演：高橋英樹）
- 『花の武将(ひと)  前田慶次』（2010年9月、大阪松竹座 原作：隆慶一郎「一夢庵風流記」、演：片岡愛之助）
- 『一夢庵風流記 前田慶次』（2014年、宝塚歌劇団雪組公演、原作：隆慶一郎「一夢庵風流記」、演：壮一帆）
- 『義風堂々!!』（2017年、原作：「「義風堂々!!」シリーズ」、演：鍵本輝）
- 『 前田慶次 かぶき旅 STAGE&LIVE〜肥後の虎・加藤清正編〜』（2024年9月–11月、原作：原哲夫・堀江信彦・出口真人「前田慶次かぶき旅」、演：RIKU）

楽曲
- さくらゆき『戦花』（2018年、作詞：遠野ゆき、作曲：森伸弘）

ゲーム
- 「戦国BASARA2」(2006年、カプコン)
- 「花の慶次 -雲のかなたに-」（1994年、制作：四次元）

パチンコ・パチスロ
- 「CR花の慶次」（2007年7月、ニューギン）
  - 「CR花の慶次〜斬」（2009年2月、ニューギン）
  - 「CR花の慶次〜愛」（2010年3月、ニューギン）
  - 「CR花の慶次〜漢」（2012年12月、ニューギン）
- 「パチスロ花の慶次 〜天に愛されし漢〜」（2012年11月、ニューギン）